# Russula
Russula Pers., Observationes Mycologicae 1: 100 (1796).
Russula è un genere che comprende più di 750 specie di funghi basidiomiceti leucosporei, terricoli, simbionti, micorrizici con arbusti e piante di alto fusto, sia latifoglie che conifere.
Gran parte di queste specie sono commestibili, molte non commestibili ed alcune velenose.

## Descrizione
I corpo fruttiferi (carpofori) hanno taglia da piccola a medio-grande (possono misurare fino a 20 cm di altezza) e carnosità variabile. Queste le principali caratteristiche del genere:
 Cappello 
Può avere un diametro da 2 a 20 cm, ha una forma da depressa a globosa. La cuticola può essere asciutta, pruinosa, vellutata, verrucosa, viscida, glutinosa, areolata e di vari colori, spesso vivaci (dal giallo, al verde, al rosso e al marrone spesso mischiate fra di loro fino ad interamente bianco-crema, cosa che rende spesso incerta la determinazione della specie); essa può essere più o meno aderente al cappello, e può essere definita: adnata, se non si stacca dal cappello, o separabile in caso contrario. Può essere un dato significativo ai fini del riconoscimento della specie il punto fin dove la cuticola si stacca dal margine (es. "cuticola separabile fino ad 1/3").
Talvolta il cappello può presentare screpolature, areolature, pruinosità e più spesso delle striature al bordo. Il margine può essere intero o scanalato.
 Gambo 

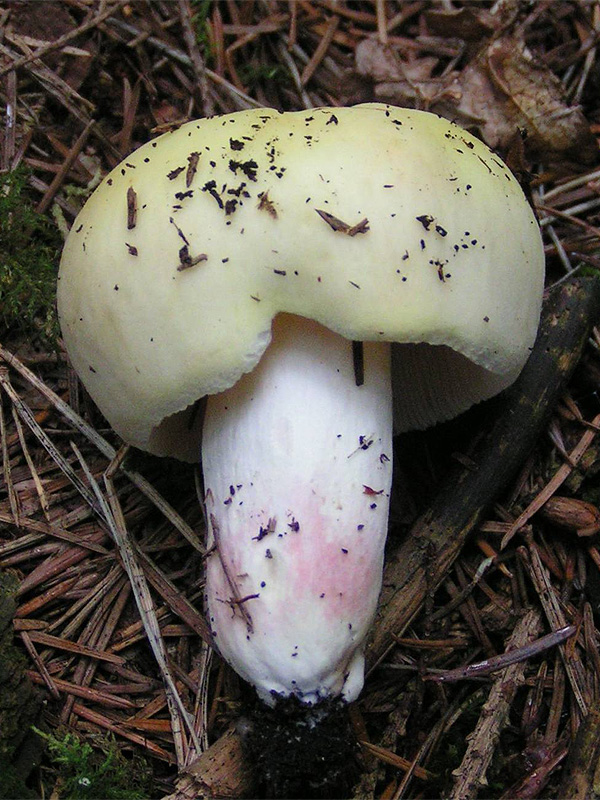
R. violeipes

Centrale, liscio o corrugato,  sodo, a volte cavo, biancastro ed alle volte con sfumature dello stesso colore del cappello, può presentare macchie alla base di solito di color ruggine o rossastre di fondamentale importanza per la determinazione della specie; non presenta volva né anello.
 Lamelle 
Da fitte a spaziate, spesso biforcate, biancastre intere o più corte a partire dal bordo del cappello, adnate e solo in poche specie decorrenti.
 Carne 
Bianca o virante al rosso o al nero, di consistenza gessosa, poiché è composta da sferocisti (ife a forma sferica), si differenzia dal genere Lactarius perché non emette lattice alla rottura.
Odore
Molto variabile (rose, miele, crostacei, pesce, frutta, mela, geranio) e costituisce un carattere molto importante per il riconoscimento delle specie appartenenti al genere nonostante la percezione dell'olfatto sia soggettiva.  Ad esempio la Russula atropurpurea si riconosce per il tipico odore di frutta e Russula melliolens per quello di miele, da cui il nome.

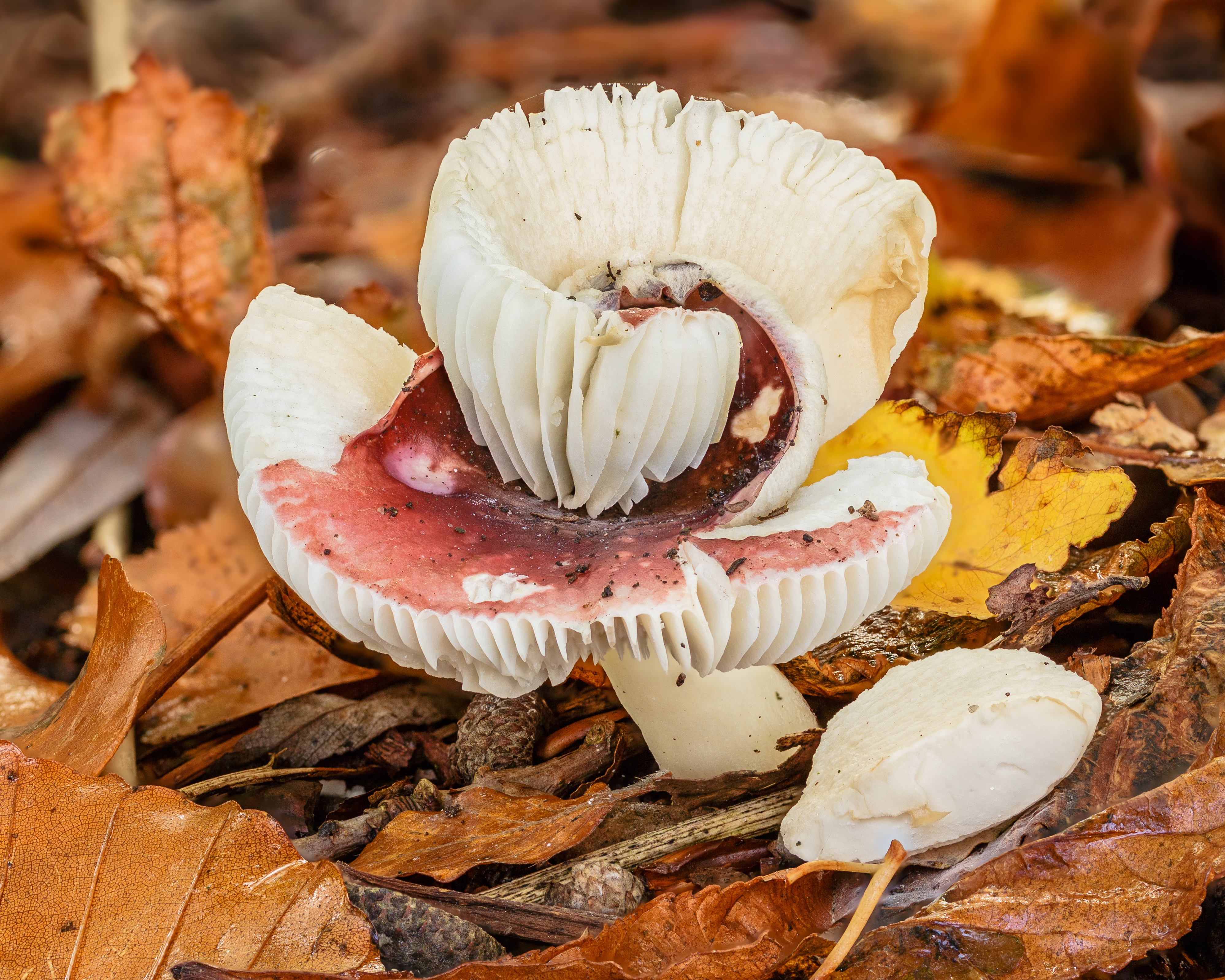
Russula dalla forma strana in declino.

Particolare il caso della Russula foetens (velenoso): possiede un odore molto cattivo ed immediatamente percepibile che ricorda l'urina.
Sapore
Può essere piccante oppure addirittura bruciante (vedi Russula emetica), amaro, dolce (es. R. virescens, R. cyanoxantha), nauseabondo (es. R. foetens) ed è importante per il riconoscimento delle specie.

L'assaggio va fatto staccando con i denti un pezzettino di carne ed espellendolo dalla bocca dopo averlo assaporato per almeno un minuto, in quanto in alcune specie l'acredine non si presenta subito alle papille gustative.

Una regola empirica, valida per la stragrande maggioranza dei casi, sostiene che la commestibilità di una Russula è legata al sapore dolce della sua carne. in alcuni casi, tuttavia, tale regola non è certa, come ad esempio per la Russula olivacea che è dolce, ma è commestibile solo dopo la cottura.
 Spore 
Bianche, variamente ornate (verrucose, reticolate o con creste), generalmente amiloidi.

## Commestibilità delle specie
Importante.

Svariate le specie di rilevante interesse gastronomico (es. R. virescens), molte quelle eduli, altrettante quelle di poco pregio oppure non commestibili, alcune specie sono tossiche e provocano sindrome gastrointestinale o resinoide in genere di limitata gravità (es. R. emetica).

Interessante il caso della Russula olivacea (edule con cautela) in quanto tossica da cruda oppure poco cotta: quest'ultima ha provocato avvelenamenti in alcuni casi anche piuttosto seri, per cui si consiglia prudenza, anche perché confondibile con specie congeneri che le somigliano per forma e livrea.

## Reazioni macrochimiche
Considerata la difficoltà di distinguere i funghi appartenenti a questo genere per la scarsità di caratteri macroscopici distintivi, le reazioni chimiche sono fondamentali per la loro determinazione.
Sono particolarmente importanti quelle con il FeSO4 (solfato ferroso), il guaiaco ed il fenolo.
- Il fenolo permette di individuare le olivaceinae per il loro viraggio color violaceo.
- Il solfato ferroso invece da una reazione verde con tutte le Viridantinae.

## Tassonomia
Il genere Russula può essere diviso in due gruppi, a loro volta divisi in sezioni:
- Gruppo Compactae (2 sezioni):
lamelle con numerose lamellule, corpi fruttiferi di dimensioni medie grandi, gambo generalmente robusto, carne soda, in alcune specie arrossante o annerente, margine del cappello a lungo involuto, colori di solito sbiaditi, cuticola poco o per niente separabile.
  1. Sezione Nigricantinae:
carne bianca virante poi rosa- bruna- grigia- nera sapore acre o mite, cappello bruno- nerastro, spore bianche.
Vi appartengono le specie: Russula acrifolia, Russula anthracina, Russula adusta, Russula densifolia, Russula albonigra e Russula nigricans
  2. Sezione Plorantinae:
carne bianca non virante, sapore più o meno acre nelle lamelle, cappello biancastro più o meno chiazzato di ocra-brunastro, spore bianco sporco.
Vi appartengono le specie: Russula chloroides e Russula delica
- Gruppo Genuinae (8 sezioni):
lamelle con lamellule rare o assenti, corpo fruttifero e gambo slanciati, carne bianca fragile e di minor consistenza del gruppo Compactae, margine del cappello poco o per niente involuto, colori spesso vivaci, cuticola più separabile.
  1. Sezione Heterophyllae:
cappello con colorazioni che vanno dal grigio-ardesia al grigio-olivastro raramente rossastro, mai rosso vivo, taglia medio grande, portamento robusto e tozzo, carne soda, sapore dolce o leggermente acre nelle lamelle, spore bianche o crema.
Appartengono alla sezione: Russula aeruginea, Russula cyanoxantha, Russula grisea, Russula heterophylla,Russula ilicis,Russula mustelina, Russula vesca, Russula violeipes, Russula virescens
  2. Sezione Ingratae:
cappello di colore da bruno-grigio-giallo a bruno-ocra, cuticola spesso viscosa, margine in prevalenza striato, carne acre con odore nauseabondo o di mandorla amara, gambo cavo a maturità, spore bianche o crema.
Appartengono alla sezione: Russula fellea, Russula foetens, Russula insignis, Russula laucerasi, Russula pectinata, Russula sororia
  3. Sezione Piperinae:
cappello su toni rossi viola, verdi o gialli, carne più o meno acre o amara raramente dolce, spore bianco crema.
Specie della sezione: Russula badia, Russula emetica, Russula fragilis, Russula rosea, Russula nobilis, Russula nana, Russula queletii, Russula sanguinea, Russula torulosa
  4. Sezione Incrustatae:
cappello con cuticola formata da ife incrostanti che danno un aspetto granuloso e polveroso, colori vari, gialli nelle specie piccole.
Specie: Russula lilacea,Russula medullata
  5. Sezione Tenellae:
funghi di piccola taglia, portamento slanciato, cuticola facilmente separabile, viscosa, margine striato, carne dolce, spore crema o gialle.
Specie: Russula anatina,Russula atroglauca,Russula azurea,
  6. Sezione Polychromae:
cappello violetto, porpora-verde o bruno, raramente rosso, carne bianca soda dolce, taglia grande e massiccia, spore ocra o gialle.
Specie: Russula alutacea, Russula curtipes, Russula faginea, Russula integra, Russula olivacea
  7. Sezione Coccineae:
cappello rosso, arancio o giallo, mai bruno o verde, taglia medio-grande e robusta, carne bianca immutabile, odore nullo, spore gialle.
Specie: Russula aurea, Russula paludosa
  8. Sezione Insidiosae:
Specie più o meno robuste, aspetto tozzo, carne soda di solito acre, gambo bianco a volte soffuso di rosa, spore gialle.
Specie: Russula decipiens, Russula maculata

## Etimologia
Genere:  dal latino russula = diminutivo di russa = rossa, col significato di rosseggiante per il colore di alcune specie comuni.

## Specie diRussula

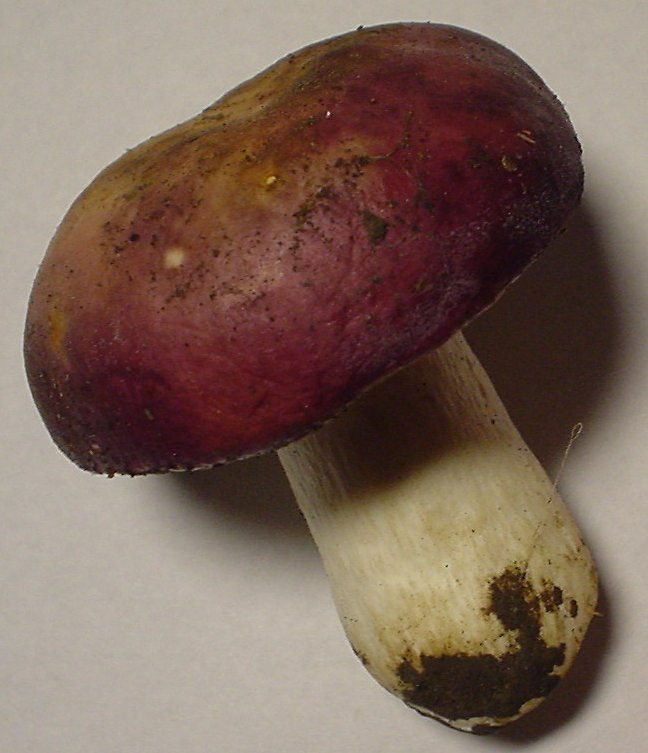
Russula xerampelina

La specie tipo è la Russula emetica (Schaeff.) Pers. (1796), altre specie sono:
| - Russula abietina Peck - Russula abietum (J. Blum) Bon - Russula acetolens Rauschert - Russula acriannulata Buyck 1993 - Russula acrifolia Romagn. 1962 - Russula acrifolia Romagn. 1997 - Russula acris Steinhaus 1888 - Russula acriuscula Buyck 1988 - Russula acrolamellata McNabb (1973) - Russula acuminata Buyck - Russula acutispora R. Heim 1971 - Russula adalbertii Reumaux, Moënne-Locc. & Bidaud - Russula adelae Cern. - Russula admirabilis Beardslee & Burl. - Russula adulterina Romagn. (1967) - Russula adusta (Pers.) Fr. (1838) - Russula adusto-densifolia Secr. ex Singer - Russula adustoides R. Heim - Russula aerina Romagn.(1962) - Russula aeruginea Lindblad ex Fr. (1863) - Russula aeruginescens Peck - Russula aeruginosa Krombh. - Russula affinis Burl. - Russula africana R. Heim - Russula afrodelica Buyck - Russula afrodelicata Buyck - Russula afronigricans Buyck - Russula agaricina (Kalchbr.) T. Lebel 2007 - Russula agglutinata R. Heim - Russula alachuana Murrill - Russula alba Velen. - Russula albella Peck - Russula albiclavipes Murrill - Russula albida Peck - Russula albidicremea Murrill - Russula albidolutescens Gillet - Russula albidula - Russula albiduliformis Murrill - Russula albiflavescens Murrill - Russula albimarginata Murrill - Russula albipes H. Raab - Russula albo-areolata Hongo - Russula albofloccosa Buyck - Russula albolutescens McNabb (1973) - Russula albonigra Fr. 1874 - Russula albonigroides Singer - Russula alborosea Reumaux - Russula albospissa Buyck - Russula alcalinicola Burl. - Russula allochroa McNabb (1973) - Russula alnetorum Romagn. (1956) - Russula alnicrispae I.L. Brunner - Russula alnijorullensis (Singer) Singer - Russula alpigenes - Russula alpina (A. Blytt) F.H. Møller & Jul. Schäff. - Russula altaica (Singer) Singer - Russula alternata (Melzer & Zvára) J. Blum ex Bon - Russula alutacea (Fr.) Fr. (1838) - Russula alutaceiformis Murrill - Russula alveolata R. Heim - Russula amara Kucera (1927) - Russula amarissima Romagn. & Gilbert (1943) - Russula americana Singer - Russula amethystina - Russula amoena Quélet (1880) - Russula amoenata Britzelm. - Russula amoenicolor - Russula amoenipes (Romagn. ex Bon) Bidaud, Moënne-Locc. & Reumaux 1996 - Russula amoenoides var. gracilipes Romagn. ex Reumaux 1996 - Russula amoenolens Romagn. (1952) - Russula amygdaloides Kauffman - Russula anatina Romagn. (1967) - Russula angustispora Bills - Russula anisata Murrill - Russula anisopterae Buyck & E. Horak - Russula annae Sarnari - Russula annulata R. Heim - Russula annulato-angustifolia Beeli - Russula annulatobadia Beeli - Russula annulatolutea Beeli - Russula annulatosquamosa Beeli - Russula anomala Peck - Russula appalachiensis Singer - Russula aquosa Leclair - Russula archaea R. Heim - Russula archaeofistulosa Buyck - Russula archaeosuberis Sarnari - Russula arcyospora Singer - Russula areolata Buyck - Russula argyracea Cern. & H. Raab - Russula armeniaca Cooke - Russula armoricana Romagn. - Russula arnoldae Murrill - Russula arpalices Sarnari - Russula artesiana Bon - Russula astringens Burl. - Russula anthracina Romagn. (1962) - Russula aquosa Leclair (1932) - Russula artesiana - Russula atramentosa - Russula atrata Shaffer - Russula atroamethystina Alfaro, Singer & L.D. Gómez - Russula atrofusca Reumaux, Moënne-Locc. & Bidaud - Russula atroglauca - Russula atropurpurea (Krombh.) Britzelm. (1893) - Russula atrorubens - Russula atrosanguineav Velen. - Russula atrovinosa Buyck - Russula atroviolacea Burl. - Russula atroviridis Buyck (1990) - Russula aucarum Singer - Russula aucklandica McNabb (1973) - Russula aurantiaca Romag. (1967) - Russula aurantioflammans - Russula aurantiofloccosa Buyck - Russula aurantiolutea Kauffman - Russula aurantiomarginata Buyck - Russula aurata (With.) F - Russula aurea Pers. (1796) - Russula aurora - Russula aureola Buyck - Russula aureotacta R. Heim - Russula australiensis Cooke & Massee - Russula australirosea Murrill - Russula australis McNabb (1973) - Russula atropurpurea Britzelm. (1893) - Russula austrodelica Singer - Russula austromontana Singer - Russula autumnalis Velen. - Russula avellaneiceps Fatto - Russula azurea Bres. (1881) - Russula bachii Cern. & H. Raab 1955 - Russula badia Quél. (1881) - Russula balloni Peck - Russula barlae Quél. - Russula basifurcata Peck - Russula basiturgida Buyck - Russula bataillei Bidaud & Reumaux 1996 - Russula batistae Singer - Russula beardslei Burl. - Russula bella Hongo - Russula betulae Bidaud - Russula balloui - Russula basifurcata - Russula betularum - Russula betulina Burl. - Russula bicolor Burl. - Russula binanensis - Russula binchuanensis H.A. Wen & J.Z. Ying - Russula binganensis Beeli - Russula blackfordiae Peck (1910) - Russula blanda Burl. - Russula blumiana Bon - Russula blumii - Russula bohemiae Reumaux 2003 - Russula bona Schwalb 1896 - Russula bonii Buyck 1995 - Russula boninensis S. Ito & S. Imai - Russula borealis Kauffman - Russula boyacensis Singer - Russula brasiliensis Singer - Russula bresadolae Schulzer - Russula brevipes - Russula brevis Romagn. ex Bon - Russula brevissima Moënne-Locc. - Russula britzelmayri Romell - Russula brunneipes Murrill - Russula brunneo-alba De Marb. - Russula brunneoannulata Buyck - Russula brunneoderma Buyck - Russula brunneofloccosa Buyck - Russula brunneola Burl. - Russula brunneomarginata Cern. & H. Raab - Russula brunneorigida Buyck - Russula brunneoviolacea Crawshay (1930) - Russula brunnescens Murrill - Russula burgeae Thiers - Russula burkei Burl. - Russula bururiensis Buyck - Russula caerulea Russula californinensis Burl. - Russula calvitiosa Kucera - Russula camarophylla Romagn. - Russula campestris (Romagn.) Bon - Russula campinensis (Singer) T.W. Henkel, Aime & S.L. Mill. - Russula capensis A. Pearson - Russula carbonaria R. Heim & Gilles - Russula carmelensis M.M. Moser, Binyam. & Aviz.-Hersh. - Russula carmesina R. Heim - Russula carminea (Schaeff.) Kühner & Romagn. - Russula carminipes J. Blum - Russula carnicolor (Bres.) Rea - Russula carminipes Blum (1953) - Russula capensis A. Pearson 1950 - Russula captiosa Reumaux 2003 - Russula carpini Girard & Heinemann (1956) - Russula cascadensis Shaffer - Russula castanopsidis Hongo - Russula castanopsis Hongo - Russula caucaensis Singer - Russula caucasicas (Singer) Singer - Russula cavipes Britzelmayr (1893) - Russula cedriolens Hornicek 1986 - Russula cellulata Buyck 1989 - Russula cernohorskyi Singer 1935 - Russula cessans Pers. (1948) - Russula chamaeleon Singer - Russula chamaeleontina Fr. - Russula chamaeleontina auct. - Russula chameleontina anon. - Russula chamiteae - Russula cheelii Cleland - Russula chichuensis W.F. Chiu - Russula chlora Gillet - Russula chlorantha - Russula chlorinosma Burl. - Russula chloroides - Russula chloroides (Krombh.) Bres. (1900) - Russula chrysodacryoides Singer - Russula chrysodacryon Singer - Russula cicatricata Romagn. (1967) - Russula ciliata Buyck - Russula cinerascens Beardslee - Russula cinerea R. Heim - Russula cinerella Pat. - Russula cinereopurpurea Krombh. - Russula cinereovinosa Fatto - Russula cinereoviolacea Allesch. - Russula cinerescentipes Moënne-Locc. - Russula cingulata Buyck & E. Horak - Russula cinnabarina Horniček - Russula cinnamomicolor - Russula cistoadelpha f. pseudounicolor Sarnari 1987 - Russula cistorum Bidaud 1996 - Russula citrina f. separata Singer 1938 - Russula citrinipes R. Heim 1938 - Russula citrinochlora Singer 1938 - Russula citrinocincta Reumaux 1996 - Russula citrinolilacina Reumaux 1996 - Russula citrinosulcata Jul. Schäff. 1927 - Russula clariana - Russula claroflava Grove (1888) - Russula claroviridis E.H.L. Krause - Russula claviceps Velen. - Russula clavipes - Russula clelandii O.K. Mill. & R.N. Hilton - Russula clementinae Reumaux - Russula clitocybiformis Murrill - Russula clitocyboides (Henn.) Verbeken & Buyck - Russula clusii Fr. - Russula coccinea Massee - Russula cochisei Fatto 2000 - Russula coerulea (Pers.) Fr. - Russula collina Velen. 1920 - Russula columbaria var. pirospora Hornicek 1979 - Russula columbiana Singer 1963 - Russula coffeata Perr.-Bertr. - Russula compacta Frost 1881 - Russula compressa Buyck 1989 - Russula concolora Buyck 1988 - Russula confusa Velen. 1920 - Russula congoana var. djongoensis Buyck 1988 - Russula conjugata Velen. 1920 aaaa - Russula congoana Pat. - Russula conservans - Russula consobrina (Fr.) Fr. (1838) - Russula consobrinoides R. Heim - Russula constans Britzelm. - Russula conviviales Sarnari - Russula cookeana Reumaux - Russula cookeiana Reumaux - Russula corallina Burl. - Russula corinthii-rubra Burl. - Russula costaricensis Singer - Russula crassotunicata Singer - Russula crataegorum Murrill - Russula crawshayriana J. Blum - Russula cremea (Murrill) Singer - Russula cremeirosea Murrill - Russula cremeirubra Murrill 1946 - Russula cremeoavellanea Singer - Russula cremeoflavescens Reumaux - Russula cremeolilacina Pegler - Russula cremeolilacinoides Reumaux - Russula cremoricolor Earle - Russula crenulata Burl. - Russula cretata - Russula cristata - Russula cristulispora Singer - Russula crucensis L.D. Gómez - Russula cruentata Quél. & Schulzer - Russula crustosa - Russula cupraeoviolacea J. Blum - Russula cuprea Krombh. & Lange - Russula cupreoaffinis Sarnari - Russula cupreola Sarnari - Russula curtipes F.H. Møller & Jul. Schäff. (1935) - Russula curtispora Moënne-Locc. 2003 - Russula cutefracta Cooke - Russula cutifracta Cooke - Russula cyanea R. Heim - Russula cyanescens Kickx - Russula cyanoxantha (Schaeff.) Fr. (1863) - Russula cyclosperma Buyck - Russula cypriani Gillet - Russula cystidiosa Murrill - Russula dadmunii Singer - Russula davisii Burl. - Russula decaryi R. Heim - Russula deceptiva Romagn. - Russula decipiens (Singer) Kühner & Romagn. (1985) - Russula decolorans Fries (1838) - Russula delica Fr. (1838) - Russula densifolia Gillet 1874 - Russula densissima - Russula depallens - Russula drimeia Cooke (1881) - Russula derelicta Reumaux - Russula deremensis Henn. - Russula diaboli Singer - Russula diffusa Buyck - Russula dipigmentata Singer - Russula discopus R. Heim - Russula disparilus Burl. - Russula dissidens Zvára - Russula dissimulans Shaffer - Russula diversicolor Pegler - Russula dryadicola - Russula drimeia Cooke - Russula dryadicola Fellner & Landa - Russula drymeja Cooke - Russula dryophila Sarnari - Russula dulcis Velen. - Russula duportii W. Phillips - Russula dura Burl. - Russula earlei - Russula eburneo-areolata Hongo - Russula eccentrica - Russula echinosperma R. Heim & Gilles - Russula echinospora - Russula elaeodes - Russula elegans - Russula elephantina (Bolton) Fr. - Russula ellenae Thiers - Russula elzoi - Russula emetica (Schaeff.: Fr.) Pers. (1796) - Russula emeticella (Singer) J. Blum - Russula emeticicolor Singer (1942) - Russula emeticiformis Murrill - Russula eogranulata Singer - Russula eperythra Singer, Alfaro & L.D. Gómez - Russula epitheliosa Singer - Russula erubescens Zvára - Russula erumpens Cleland & Cheel - Russula erythropus Fr. ex Pelt. - Russula esculenta Pers. - Russula esperidis Sarnari - Russula europae J. Blum ex Romagn. - Russula exalbicans Melzer & Zvara (1927) - Russula excentrica Velen. - Russula expallens Gillet - Russula fageticola - Russula fagetorum Bon - Russula faginea Romagn. ex Romagn. (1967) - Russula fallax (Schaeff.) Fr. - Russula farinipes Britzelm. (1893) - Russula fastigiata Fatto - Russula faustiana Sarnari - Russula favrei M.M. Moser - Russula fellea Fr. (1838) - Russula felleicolor Bon & Jamoni - Russula ferreri Singer - Russula ferrotincta Singer - Russula fimbriata Buyck - Russula fingibilis Britzelm. - Russula firmula Schaeff. (1940) - Russula fistulosa R. Heim - Russula flava Lindl. - Russula flaviceps Peck - Russula flavida - Russula flavisiccans Bills - Russula flavispora - Russula flavispora Romagn. - Russula flavobrunnea Buyck - Russula flavocitrina J. Blum ex Bon - Russula flavovirens J. Bommer & M. Rousseau - Russula flavoviridis Romagn. - Russula fleischeriana Henn. - Russula floccosa Lj.N. Vassiljeva - Russula flocculosa Burl. - Russula flocktonae Cleland & Cheel - Russula floridana Murrill - Russula foeda Reumaux - Russula foetens Pers. (1796) - Russula foetentula Peck - Russula foetida G. Martin - Russula foetulenta Buyck - Russula fontqueri Singer (1947) - Russula fragilis (Pers.) Fr. (1838) - Russula fragrantissima Romagn. (1967) - Russula friesii Bres. - Russula frondosae J. Blum ex Reumaux - Russula fucosa Burl. - Russula fuegiana Singer - Russula fuliginosa Sarnari - Russula fulva J. Blum - Russula fulvescens Burl. - Russula fulvo-ochrascens Buyck - Russula fulvograminea Ruots., Sarnari & Vauras - Russula furcata (Pers.) Fr. - Russula furcatifolia Murrill - Russula fusca Quél. - Russula fuscescens Velen. - Russula fuscogrisea Petch - Russula fuscolilacea Velen. - Russula fuscomaculata Romagn. - Russula fusconigra - Russula fuscoochracea - Russula fuscorosea J. Blum ex Bon - Russula fuscorubra (Bres.) J. Blum - Russula fuscorubroides - Russula fuscovinacea J.E. Lange - Russula galactea Bidaud & Heullant - Russula galochroa Fr. (1838) - Russula galochroides Sarnari - Russula gaminii (Dupain) Singer - Russula gedehensis Henn. - Russula gelatinascens Singer - Russula gigasperma Romagn. - Russula gilva Zvára - Russula gilvescens Romagn. ex Bon - Russula glaucescentipes Murrill - Russula globispora (J. Blum) Bon - Russula glutinosa Fatto - Russula gomezii Singer - Russula goossensiae Beeli - Russula gossypina Buyck - Russula gracilipes Romagn. - Russula gracilis Burl. - Russula gigasperma Romagn - Russula gracillima Schäfer (1931) - Russula granulata Peck - Russula granulosa Cooke - Russula granulosula Murrill - Russula grata Britzelm. (1898) - Russula graveolens Britzelm. (1899) - Russula grisea (Batsch) Fr. (1838) - Russula griseascens - Russula griseobrunnea McNabb (1973) - Russula griseocephala Buyck - Russula griseoflaccida Sarnari - Russula griseostipitata McNabb (1973) - Russula griseoviolacea McNabb (1973) - Russula griseoviridis McNabb (1973) - Russula griseoviridis McNabb (1973) - Russula groenlandica Ruots. & Vauras - Russula grundii Thiers - Russula guayarensis Singer - Russula haasii Raithelh. - Russula handelii Singer - Russula heimii Singer - Russula heinemannii Buyck - Russula helgae Romagn. - Russula heliochroma R. Heim - Russula helios Malençon ex Sarnari - Russula helodes Melzer (1929) - Russula henningsii Sacc. & Syd. - Russula herrerae A. Kong, A. Montoya & Estrada - Russula heterochroa - Russula heterophylla (Fr.) Fr. (1838) - Russula heterospora Beardslee - Russula heterosporoides Murrill - Russula hibbardae Burl. - Russula hiemisilvae Buyck - Russula himalayana Rawla & Sarwal - Russula hixsoni Murrill - Russula hixsonii Murrill - Russula hoehnelii Singer - Russula hongoi Singer - Russula hortensis - Russula humboldtii Singer - Russula humicola Sarnari - Russula humidicola Burl. - Russula hydrophila Hornicek - Russula hydropica Buyck - Russula hygrophytica Pegler - Russula hysgina Buyck & E. Horak - Russula ilicis (1972) - Russula illota Romag. (1954) - Russula imitatrix Homola & Shaffer - Russula immaculata (Beeli) Dennis - Russula impolita (Romagn.) Bon - Russula inamoena Sarnari - Russula incarnata Morgan (1836) - Russula incarnaticeps Murrill - Russula inconspicua Velen. - Russula inconstans - Russula incrassata Buyck - Russula indecorata P. Karst. - Russula indica Sathe & J.T. Daniel - Russula inedulis Murrill - Russula inflata Buyck - Russula infundibuliformis - Russula ingens Buyck - Russula ingwa Grgur. - Russula innocua Romag. (1967) - Russula inochlora Romag. (1952) - Russula inquinata McNabb (1973) - Russula insignis Quél. (1888) - Russula integra (L.) Fr. (1838) - Russula integriformis Sarnari - Russula intermedia - Russula intricata Buyck - Russula ionochlora Romagn. - Russula iterika Grgur. - Russula japonica Hongo - Russula javanica Sacc. & Syd. - Russula joannis Bon - Russula josserandii Bertault - Russula juniperina Ubaldi - Russula josserandii - Russula kalimna Grgur. - Russula kansaiensis Hongo - Russula kathmanduensis Adhikari - Russula kauffmaniana (Singer) Singer - Russula kauffmanii Jul. Schäff. - Russula kavinae Melzer & Zvára - Russula kellyi Burl. - Russula kermesina - Russula kirinea R. Heim - Russula kivuensis Buyck - Russula knauthii (Singer) Hora - Russula krombholzii - Russula laccata - Russula lactea (Pers.) Fr. - Russula laeta J. Schaeffer (1952) - Russula lamprocystidiata Buyck - Russula langei - Russula languida Cern. & H. Raab - Russula laricina Velenovský (1920) - Russula laricino-affinis Bon - Russula lateralipes Buyck & E. Horak - Russula lateritia Quél. - Russula latirocerasi - Russula lateritia Quélet (1885) - Russula laurocerasi - Russula leelavathyi K.B. Vrinda, C.K. Pradeep & T.K. Abraham - Russula leguminosarum Singer - Russula lenkunya Grgur. - Russula lepida - Russula lepidicolor Romag. (1962) - Russula lepidiformis Murrill - Russula leucomodesta Singer - Russula leucospora - Russula levispora Murrill - Russula levisporiformis Murrill - Russula levyana Murrill - Russula liberiensis Singer - Russula lilacea Quél., Bull. (1876) - Russula lilacinocremea Romagn. - Russula lilacipes Shear - Russula linnaei Fr. - Russula littoralis Romagn. (1972) - Russula livescens - Russula livida - Russula lividirosea Murrill - Russula lividopallescens Sarnari - Russula ludoviciana Shaffer - Russula lundellii Singer (1938) - Russula lutea - Russula luteispora Murrill - Russula lutensis Romagn. - Russula luteoaurantia Romagn. - Russula luteobasis Peck - Russula luteofolia Fatto - Russula luteolo-alba Britzelm. - Russula luteomaculata Buyck - Russula luteopulverulenta Buyck - Russula luteorosella Britzelm. - Russula luteosekta Horniček - Russula luteotacta Rea (1897) - Russula luteoviolacea Krombh. - Russula luteovirens Boud. - Russula luteoviridans Codat et Martin ss. J. Blum. - Russula lutescentifolia Murrill - Russula luteus (L.: Fr.) Roussel - Russula macrocystidiata McNabb (1973) | - Russula macrocystis (R. Heim) Buyck - Russula macropoda Singer - Russula maculata Quél. & Roze (1877) - Russula maculosa Murrill - Russula madagassensis R. Heim - Russula maenadum R. Heim - Russula maesta Kucera - Russula magna Beardslee - Russula magnifica Peck - Russula mairei Singer (1929) - Russula major Singer - Russula mallophora Singer - Russula marangania Grgur. - Russula marginata Burl. - Russula mariae Peck - Russula marronina Pegler - Russula martinica Pegler - Russula matoubensis Pegler - Russula maxima Burl. - Russula maximispora J. Blum ex Bon - Russula medullata Romagn. (1997) - Russula megacantha - Russula meleagris Buyck - Russula melitodes - Russula melliolens Quél. (1897) - Russula melzeri Zvára (1927) - Russula memnon Krombh. - Russula mendocinensis Thiers - Russula mephitica Pegler - Russula mesospora - Russula messapica Sarnari - Russula metachroa Sarnari - Russula metachromatica Singer - Russula mexicana Burl. - Russula michiganensis Shaffer - Russula microspora Singer - Russula mimetica R. Heim - Russula miniata McNabb (1973) - Russula minutula Velenovsky (1923) - Russula mitis Rea - Russula mitissima Singer - Russula modesta Peck - Russula mollis - Russula monspeliensis Sarnari - Russula montana Z. Schaef. - Russula montensis Bidaud, Moënne-Locc. & P.A. Moreau - Russula montivaga Singer - Russula moravica Velen. - Russula mordax Burl. - Russula morgani Sacc. - Russula morganii Sacc. - Russula moyersoeni Buyck - Russula moyersoenii Buyck - Russula multicystidiata McNabb (1973) - Russula multifurcata Velen. - Russula munia Buyck - Russula murina Burl. - Russula murinacea R. Heim - Russula murrillii Burl. - Russula mussooriensis Rawla & Sarwal - Russula multicolor - Russula mustelina Fr. (1838) - Russula mussooriensis Rawla & Sarwal 1983 - Russula mustelina Fr. 1838 - Russula mustelinicolor Reumaux, Moënne-Locc. & Bidaud - Russula mutabilis Murrill - Russula mutantipes Murrill - Russula nana Killerm. (1936) - Russula nanella Singer 1983 - Russula nauseosa Fries (1838) - Russula neerimea Grgur. 1997 - Russula neglecta Singer 1947 - Russula neodiscopoda Singer 1983 - Russula neoemetica Hongo 1979 - Russula nepalensis Adhikari 1990 - Russula nigricans (Bull.) Fr. (1838) - Russula nigropurpurea Bidaud & Moënne-Locc. 1997 - Russula niigatensis Hongo 1955 - Russula nitellina - Russula nitida (Pers.) Fr. (1838) - Russula nivea Pers. 1801 - Russula nobilis Velen. (1920) = Russula mairei Singer (1929) - Russula norvegica - Russula nothofaginea Singer 1950 - Russula novaezelandiae McNabb (1973) - Russula novispora Murrill 1944 - Russula nuoljae Kühner 1975 - Russula nuragica Sarnari 1986 - Russula obscura - Russula obscuriformis Murrill 1945 - Russula obtecta Singer 1940 - Russula obtusopunctata Buyck 1989 - Russula occidentalis Bon 1982 - Russula ochracea (Alb. & Schwein.) Fr. 1838 - Russula ochraceoalba Britzelm. 1885 - Russula ochraceofuliginosa Beeli 1928 - Russula ochraceorivulosa Buyck 1989 - Russula ochraleucoides Kauffman 1918 - Russula ochricompacta Bills & O.K. Mill. 1984 - Russula ochrocephala Buyck 1989 - Russula ochroflavescens Reumaux 1996 - Russula ochroleuca Pers. (1796) - Russula ochroleuciformis Murrill 1946 - Russula ochrosperma Moënne-Locc. 1996 - Russula ochrospora (Nicol.ex Quadr.& Rossi) Quadr. (1985) - Russula ochrostraminea Pegler 1980 - Russula ochroviridis (Cooke) Reumaux 1996 - Russula odorata Romagn. (1950) - Russula oinochroa Buyck 1988 - Russula oleifera Buyck 1989 - Russula olgae Velen. 1920 - Russula olivacea (Schaeff.) Fr. (1838) - Russula olivascens - Russula olivaceoviolascens Saccardo & Trotter (1912) - Russula olivaceomalva Reumaux, Moënne-Locc. & Bidaud 1999 - Russula olivascens Fr. 1861 - Russula olivicolor Britzelm. 1885 - Russula olivina Ruots. & Vauras 1990 - Russula olivobrunnea Ruots. & Vauras 1994 - Russula omiensis Hongo 1967 - Russula operta Burl. 1924 - Russula oreades Sarnari 2001 - Russula oreina - Russula orinocensis Pat. & Gaillard 1888 - Russula ornaticeps Burl. 1921 - Russula pachycystis Singer 1983 - Russula pacifica Thiers 1997 - Russula pallescens - Russula pallida P. Karst. 1896 - Russula pallidorimosa Buyck 1989 - Russula pallidospora Rom. (1967) - Russula paludosa Britzelm. 1891 - Russula palumbina Quél. 1883 - Russula panamae Buyck & Ovrebo 2002 - Russula pantherina (Zvára) Moënne-Locc. & Reumaux 1996 - Russula pantoleuca Singer 1958 - Russula papakaiensis McNabb (1973) - Russula papavericolor Reumaux 1996 - Russula papillata R. Heim & Gilles 1971 - Russula paradecipiens (A. Favre) A. Favre 1999 - Russula paraemetica Reumaux 1997 - Russula parahelios D. Antonini & M. Antonini 2002 - Russula parasitica (R. Heim) Buyck 1990 - Russula parazurea Jul. Schäff. (1931) - Russula parodorata Sarnari 1999 - Russula parolivascens Bidaud & Moënne-Locc. 1996 - Russula partirosea Murrill 1946 - Russula parvipes Romell - Russula parvopurpurea Buyck 1989 - Russula parvorosea Buyck 1989 - Russula parodorata - Russula pascua - Russula patouillardii Singer 1935 - Russula patriotica Murrill 1948 - Russula pausiaca Buyck 1987 - Russula peckii Singer 1943 - Russula pectinata Fr. (1838) - Russula pectinatoides Peck (1907) - Russula pelargonia - Russula perelegans Buyck & E. Horak 1999 - Russula perlactea Murrill 1943 - Russula persanguinea Cleland 1933 - Russula persicina Melzer & Zvara (1927) - Russula persobria Kauffman 1939 - Russula pervirginea Murrill 1946 - Russula phaeocephala Buyck 1989 - Russula phlyctidospora (Romagn.) Bon 1986 - Russula picearum Singer 1962 - Russula piceetorum Singer 1963 - Russula piceicola Sarnari 1993 - Russula picrea Sarnari 1992 - Russula pilatii Zvára 1932 - Russula pilocystidiata McNabb 1973 - Russula pinetorum Murrill 1939 - Russula pinicola Murrill 1943 - Russula pinophila Murrill 1945 - Russula piperata Velen. 1920 - Russula placita Burl. 1936 - Russula pleurogena Buyck & E. Horak 1999 - Russula pluteoides Singer 1989 - Russula pluvialis Singer 1983 - Russula poetae Reumaux 1942 - Russula polonica Steinhaus 1888 - Russula polychrom - Russula polycystis Singer 1940 - Russula polyphylla Peck 1898 - Russula praeclavipes Murrill 1943 - Russula praecompacta Murrill 1945 - Russula praeformosa Murrill 1943 - Russula praefragilis Murrill 1946 - Russula praepalustris Murrill 1946 - Russula praerubra Murrill 1943 - Russula praerubriceps Murrill 1943 - Russula praetenuis Murrill 1943 - Russula praetermissa Reumaux 1996 - Russula praetervisa Sarnari 1998 - Russula praeumbonata Burl. 1921 - Russula primaverna Fatto 1999 - Russula prinophila Sarnari 1988 - Russula pruinata Buyck 1989 - Russula psammophila Singer 1989 - Russula pseudo-olivascens Kärcher 2002 - Russula pseudoaeruginea - Russula pseudoaffinis Migl. & Nicolaj 1985 - Russula pseudoareolata McNabb (1973) - Russula pseudoaurata Jul. Schäff. 1928 - Russula pseudocampestris - Russula pseudocarmesina Buyck 1990 - Russula pseudocavipes Bon 1987 - Russula pseudodelica - Russula pseudoemetica Kill. 1936 - Russula pseudoepitheliosa Buyck 1990 - Russula pseudofoetens Murrill 1945 - Russula pseudoimpolita Sarnari 1987 - Russula pseudointegra Arnoult & Goris (1907) - Russula pseudolateriticola Buyck 1999 - Russula pseudolepida Singer 1940 - Russula pseudolilacea J. Blum 1954 - Russula pseudoluteoviridans Romagn. 1944 - Russula pseudomaenadum R. Heim 1965 - Russula pseudomelitodes J. Blum ex Bon 1986 - Russula pseudomelliolens Singer ex Reumaux 1996 - Russula pseudopeckii Fatto 1998 - Russula pseudopullaris - Russula pseudopurpurea Buyck 1990 - Russula pseudoraoultii Ayel & Bidaud 1996 - Russula pseudoromellii J. Blum 1955 - Russula pseudorosea J. Blum 1954 - Russula pseudoruberrima Romagn. 1988 - Russula pseudostriatoviridis Buyck 1989 - Russula pseudosuberetorum Dagron 1998 - Russula pseudoviolacea Joachim 1931 - Russula pubescens Velen. 1920 - Russula pudorina McNabb (1973) - Russula puellaris Fries (1838) - Russula puellula Moeller Schäff. (1937) - Russula puiggarii (Speg.) Singer 1950 - Russula pulchella - Russula pulcherrima Velen. 1920 - Russula pulchrae-uxoris Reumaux 1994 - Russula pulchralis Britzelm. 1885 - Russula pulchrisperma Buyck 1989 - Russula pumila - Russula punctata Krombh. 1845 - Russula pungens Beardslee 1918 - Russula punicea Thiers 1997 - Russula purpurascens Bres. 1929 - Russula purpurata - Russula purpureotincta McNabb (1973) - Russula purpurissata Reumaux 1996 - Russula pusilla Peck 1907 - Russula pusilliformis Murrill 1945 - Russula pusillissima Moënne-Locc. 1996 - Russula putida Sarnari 1998 - Russula pyrenaica J. Blum 1957 - Russula pyrrhonii Moënne-Locc. & Reumaux 1996 - Russula queletiana Schulzer - Russula putida - Russula queletii Fr. (1872) - Russula querceti H. Haas & Jul. Schäff. 1952 - Russula quercetorum Velen. 1920 - Russula quercilicis Sarnari 1991 - Russula quercus-oleoidis Singer 1983 - Russula radicans R. Heim 1938 - Russula raoultii Quél. (1886) - Russula redolens Burl. 1921 - Russula regalis Murrill 1940 - Russula reisneri Velen. 1920 - Russula renidens Ruots., Sarnari & Vauras 1998 - Russula retispora (Singer) Bon 1986 - Russula rhodella - Russula rhodopoda - Russula rhodomarginata Sarnari 1988 - Russula rhodomelanea Sarnari 1993 - Russula rhodopus Melzer & Zvára (1927) - Russula rhodoxantha Peyronel 1922 - Russula rigelliae Velen. 1920 - Russula rigida Velen. 1922 - Russula rimosa Murrill (1946) [1945] - Russula rimulosa Pennycook (2003) - Russula riograndensis Singer 1954 - Russula risigallina - Russula rivulicola Ruots. & Vauras 2000 - Russula robertii J. Blum 1954 - Russula robusta R. Heim 1938 - Russula romagnesiana Shaffer 1964 - Russula romellii Maire (1910) - Russula rooseveltiana Murrill 1943 - Russula rosacea - Russula rosea Pers. (1796) - Russula roseipes Bres. (1881) - Russula roseitincta Murrill 1940 - Russula roseoalba Buyck 1988 - Russula roseoaurantia Sarnari 1993 - Russula roseobrunnea J. Blum 1953 - Russula roseoisabellina Murrill 1943 - Russula roseopileata McNabb 1973 - Russula roseostipitata McNabb 1973 - Russula roseopileata McNabb (1973) - Russula roseostipitata McNabb (1973) - Russula roseoviolacea Buyck 1990 - Russula rubellipes Fatto 1998 - Russula rubens R. Heim 1938 - Russula ruberrima - Russula rubicunda Quél. 1895 - Russula rubida Romagn. ex Reumaux 1996 - Russula rubra Fr. (1925) - Russula rubriceps (Kauffman) Singer 1943 - Russula rubrifolia Murrill 1940 - Russula rubripurpurea Murrill 1943 - Russula rubroalba - Russula rubrocarminea Romagn. 1967 - Russula rubrogrisea (Romagn.) Reumaux 1996 - Russula rubrolutea (T. Lebel) T. Lebel 2007 - Russula rugosella Raithelh. 1972 - Russula rugulosa Peck 1900 - Russula rutica - Russula rutila Romag. (1952) - Russula saliceticola - Russula salmoneolutea Landa & R. Fellner 1986 - Russula salmonicolor (Romagn.) Reumaux 1996 - Russula sanguinea (Bull.) Fr. 1838 - Russula sapinea Sarnari 1994 - Russula schaefferi Kärcher 1996 - Russula schaefferiana Niolle 1943 - Russula schaefferina Rawla & Sarwal 1983 - Russula schiffneri Singer 1929 - Russula schizoderma Pat. 1924 - Russula schizopellis Sarnari 1993 - Russula schoeffelii Cern. & H. Raab 1955 - Russula scotica A. Pearson 1939 - Russula sejuncta Buyck 1988 - Russula semicrema Fr. 1838 - Russula semililacea Singer 1989 - Russula sanguinaria - Russula sanguinea (Bull.) Fr. (1838) - Russula senecis S. Imai 1938 - Russula sardonia Fries (1838) - Russula seperina - Russula septentrionalis Singer 1936 - Russula sericatula Romag. (1958) - Russula sericella Murrill 1945 - Russula serotina Quél. 1878 - Russula sese Beeli 1928 - Russula sesemotani Beeli 1928 - Russula sesenagula Beeli 1928 - Russula sierrensis Thiers 1997 - Russula silvestris - Russula silvicola - Russula similis Bres. 1929 - Russula simillima - Russula simulans Burl. 1921 - Russula singaporensis Singer 1955 - Russula singeri R. Heim 1938 - Russula singeriana Bon 1986 - Russula sladkyi Velen. 1920 - Russula smaragdina Quél. 1885 - Russula smithii Singer 1938 - Russula solaris Ferdinandsen & Winge (1923) - Russula solitaria McNabb (1973) - Russula sordida Peck 1905 - Russula sororia (Fr.) Romell (1891) - Russula sororiicolor Singer 1983 - Russula speciosa J. Blum ex Bon 1986 - Russula sphagnetorum Romagn. 1985 - Russula sphagnophila Kauffman 1909 - Russula stagnorum Carteret & Reumaux 2003 - Russula stagnosa Reumaux 2003 - Russula stenotricha - Russula striatella Jul. Schäff. 1933 - Russula striatoviridis Buyck 1990 - Russula stuntzii Grund 1979 - Russula subacris Murrill 1940 - Russula straminea - Russula subaffinis - Russula subalbida Bres. 1890 - Russula subalbidula Murrill 1941 - Russula subazurea Bon 1975 - Russula subbrevis Reumaux 1996 - Russula subbrunneipes Murrill 1945 - Russula subcarminea Reumaux 2003 - Russula subcarnicolor Murrill 1946 - Russula subcompacta Britzelm. 1885 - Russula subcremeiceps Murrill 1946 - Russula subcristulata Romagn. 1962 - Russula subcyanoxantha Murrill 1943 - Russula subdensifolia Murrill 1941 - Russula subdepallens Peck 1896 - Russula subelaeodes Reumaux 1999 - Russula subemetica Schulzer 1881 - Russula suberetorum Dagron 1992 - Russula subfistulosa Buyck 1989 - Russula subflava Singer 1942 - Russula subfloridana Murrill 1946 - Russula subfoetens - Russula subfragiliformis Murrill 1943 - Russula suberythropus - Russula subfoetens - Russula subfragilis Rick 1938 - Russula subfurcata Reumaux 1999 - Russula subglauca Murrill 1943 - Russula subgraminicolor Murrill 1943 - Russula subgranulosa Murrill 1940 - Russula subincarnata Murrill 1941 - Russula subinconstans Murrill 1946 - Russula subintegra (Singer) Joachim 1939 - Russula subintegra J. Blum ex Bon 1986 - Russula sublaevis (Buyck) Buyck 1993 - Russula sublevispora - Russula subsilvestris Carteret & Reumaux 2003 - Russula subsmaragdina Reumaux 1996 - Russula subsordida Peck 1905 - Russula substiptica Pers. - Russula substraminea Sarnari 1992 - Russula subsulphurea Murrill 1945 - Russula subtenuiceps Fatto 2002 - Russula sublevispora - Russula subloculata Trappe, T. Lebel & Castellano 2002 - Russula sublongipes Reumaux ex Reumaux & Moënne-Locc. 1999 - Russula subluteobasis Murrill 1943 - Russula subminutula Singer 1947 - Russula subnigricans Hongo 1955 - Russula subobscura Murrill 1939 - Russula subochroleuca Murrill 1938 - Russula subochrophylla Murrill 1938 - Russula subpavonina Murrill 1946 - Russula subpruinosa Murrill 1945 - Russula subpunctata Kauffman 1918 - Russula subpurpurea Reumaux ex Reumaux 1999 - Russula subpusilla Murrill 1941 - Russula subrubens (J.E. Lange) Bon 1972 - Russula subrubescens Murrill 1940 - Russula subsericeonitens Murrill 1939 - Russula subseriflua Buyck 1989 - Russula subterfurcata - Russula subvelutina Peck - Russula subtilis Burl. 1924 - Russula subtomentosa (Sarnari) Sarnari 1999 - Russula subtorulosa Singer 1982 - Russula subvariata Murrill 1945 - Russula subvelata Singer 1929 - Russula subveternosa Singer 1940 - Russula subvinosa McNabb 1973 - Russula subviridella Murrill 1943 - Russula subviridescens Buyck 1989 - Russula sulphurea Velen. 1920 - Russula synaptica Sarnari 1993 - Russula syringina - Russula taeniospora Einhellinger (1986) - Russula taigarum - Russula tanzaniae Buyck 1993 - Russula tapawera (T. Lebel) T. Lebel 2007 - Russula tawai McNabb (1973) - Russula tennesseensis Singer 1939 - Russula tenuiceps Kauffman 1909 - Russula tenuipilosa Buyck 1990 - Russula tenuithrix Buyck 1993 - Russula terenopus Romag. (1967) - Russula testacea Buyck 1988 - Russula testaceiceps Murrill 1946 - Russula testaceoaurantiaca Beeli 1928 - Russula tinctipes J. Blum ex Bon 1986 - Russula tjibodensis (Henn.) Sacc. & P. Syd. 1902 - Russula tomentosa Buyck 1988 - Russula tomsonii - Russula torulosa Bres. (1929) - Russula transiens (Singer) Romagn. 1967 - Russula tricholomopsis McNabb (1973) - Russula tricolor Murrill 1946 - Russula trimbachii Bon 1997 - Russula tristis Velen. 1920 - Russula truncigena Britzelm. 1885 - Russula tuberculata Murrill 1940 - Russula tuberculosa R. Heim 1938 - Russula turci Bresadola (1988) - Russula tyrrhenica Sarnari 1984 - Russula ulixis Reumaux 1999 - Russula umerensis McNabb (1973) - Russula umbrina B. Knauth 1926 - Russula umerensis McNabb 1973 - Russula uncialiformis Murrill 1943 - Russula uncialis Peck 1906 - Russula undulata Velen. 1920 - Russula unicolor Romagn. 1967 - Russula urens - Russula usambarae Buyck 1993 - Russula vanillina Kucera 1930 - Russula variata - Russula variecolor J. Blum 1954 - Russula variegata Romagn. 1962 - Russula variegatula Romag. (1961) - Russula variicolor Murrill 1943 - Russula vassilievae Bulach 1987 - Russula velenovskyi Melzer & Zvára (1927) - Russula velutina (Bres.) Buyck 1988 - Russula velutipens - Russula velutipes Velen. 1920 - Russula venezueliana Singer 1952 - Russula venosa Velen. 1920 - Russula venosopurpurea Pers. 1796 - Russula venusta Murrill 1946 - Russula venustissima Carteret & Reumaux 2004 - Russula verna Singer 1983 - Russula versatilis Romagn. 1962 - Russula vesca Fr. (1836) - Russula vesicatoria Murrill 1943 - Russula versicolor - Russula veternosa Schäffer (1952) - Russula vinaceocuticulata McNabb (1973) - Russula vinosa Lindblad (1901) - Russula vinosirosea Murrill 1943 - Russula vinosobrunnea Romag. (1967) - Russula vinosopurpurea Jul. Schäff. 1938 - Russula vinososordida - Russula vinosopurpurea Schaeff. (1938) - Russula violacea Quél. (1883) - Russula violaceo-olivascens Bidaud 1996 - Russula violaceoides Hora 1960 - Russula violaceoincarnata Knudsen & T. Borgen 1992 - Russula violeipes Quél. (1898) - Russula virentirubens Velen. 1920 - Russula virescens (Schaeff.) Fr. - Russula virginea Cooke & Massee 1890 - Russula viridella Peck 1905 - Russula viridella var. yunnanensis Singer 1935 - Russula viridescens Krombh. 1845 - Russula viridescens R. Heim & Gilles 1971 - Russula viridioculata Burl. 1921 - Russula viridipes Bonn.{?} & Peck - Russula viridis Cleland (1933) - Russula viridofusca Grund 1979 - Russula viridrobusta Buyck 1989 - Russula viroviolacea Imler 1984 - Russula viscida Kudrna (1919) - Russula viscidula Buyck 1988 - Russula vitellina (Pers.) Gray 1821 - Russula vivida McNabb (1973) - Russula wahgiensis Singer 1960 - Russula watsoniana Murrill 1939 - Russula xerampelina (Schaeff.) Fr. - Russula westii Murrill 1941 - Russula wollumbina Grgur. 1997 - Russula wrightii Raithelh. 1977 - Russula xanthophaea Boud. 1894 - Russula xanthoporphyrea Thiers 1997 - Russula xenochlora P.D. Orton 1999 - Russula xylophila Beeli 1936 - Russula yaeneroensis Buyck 1990 - Russula yuennanensis (Singer) Singer 1942 - Russula zelleri Burl. 1936 - Russula zenkeri (Henn.) Singer 1973 - Russula zonaria Buyck & Desjardin 2003 - Russula zonatula Schaeff. (1934) - Russula zvarae Velenovsky (1922) |